# Хесус Карраско
Хесус Карраско (на испански: Jesús Carrasco) е испански писател на произведения в жанра социална драма, дистопична научна фантастика и детска литература.

## Биография и творчество
Хесус Карраско е роден през 1972 г. в Оливенца, провинция Бадахос, Испания. Получава бакалавърска степен по физическо възпитание. След дипломирането си работи на различни места като берач на грозде, мияч, учител по физическо възпитание, музикален мениджър, монтьор на изложби, графичен дизайнер и рекламен копирайтър.
През 1992 г. се премества в Мадрид, където започва да чете много и да пише като си води дневници и пише кратки разкази и книги за деца. През 2005 г. е издадена първата му илюстрована книга за деца. Същата година се мести в Севиля.
Първият му роман, „На произвола“ е издаден през 2013 г. Едно момче, което бяга от дома си в безкрайна и суха равнина, за да се измъкне от преследвачите си, среща болен, стар и самотен козар, който му дава подслон и защита. Изтормозени от глад и лишения, и двамата преживяват поредица от епизоди, оказвайки съпротива срещу несгодите, мизерията и насилието, от което бяга момчето. Романът получава наградата „Книга на годината“ от Асоциацията на мадридските книгоразпространители, наградата за култура, изкуство и литература от Фондацията за изучаване на селските райони, наградата на английския ПЕН клуб и наградата „Олис“ за най-добър първи роман, както и множество номинации за други награди. През 2019 г. романът е екранизиран в едноименния филм с участието на Луис Тосар и Луис Калехо.
През 2016 г. е издаден романът му „Земята, по която стъпваме“. В алтернативната дистопична история поставена в началото на 20-ти век, Испания е част от велика империя на друга европейска държава, а в малък град в Естремадура пенсионираните военните елити живеят спокойно и идилично. Един ден съпругата на известен със зверствата си полковник, Ева Холман, открива в градината на къщата си тайнствения просяк Лева. Противно на забраните тя прави контакт с него, а животът ѝ започва да зависи от историята на оцелелия. Книгата получава наградата за литература на Европейския съюз за 2016 г.
Третата му книга, „Заведи ме вкъщи“ е издадена през 2021 г. Историята се фокусира върху Хуан, който отива в своя град, в провинция Толедо, за погребението на баща си. Намерението му е да прекара няколко дни там и след това да се върне в Единбург, където живее, но неочаквано получава новина от сестра си, която ще го принуди да промени плановете си.
Хесус Карраско живее в Севиля и Единбург.

## Произведения

### Самостоятелни романи
- Intemperie (2013) – награда „Книга на годината“[1]
На произвола, изд.: „Унискорп“, София (2019), прев. Боряна Цонева
- La tierra qu pisamos (2016) – награда за литература на Европейския съюз[2]
Земята, по която стъпваме, изд.: „Унискорп“, София (2019), прев. Боряна Цонева
- Llévame a casa (2021)

### Екранизации
- 2019 Лошо време, Intemperie